# Acanthormius gutianshanensis
Acanthormius gutianshanensis är en stekelart som beskrevs av Chen och He 1995. Acanthormius gutianshanensis ingår i släktet Acanthormius och familjen bracksteklar. Inga underarter finns listade i Catalogue of Life.